# Калин Донков
Калин Георгиев Донков е български поет и публицист.

## Биография
Роден е на 2 декември 1941 г. в Беглеж, израства в Плевен. Завършва гимназия в Плевен (1960) и журналистика в Софийския държавен университет (1966). Работи в Националната телевизия (1966 – 1969) и Националното радио (1970), както и в много периодични издания, сред които в. „Антени“ (1971 – 1980), сп. „Септември“ (където е отговорен секретар през 1981 – 1990 г.), в. „Континент“, сп. „Европа 2001“, в. „Епоха“, сп. „Български воин“. Има своя колонка във в. „Сега“. Интерес сред читателите намират неговите поредици „Частен случай“, „Ранни мемоари“, „Нерви и утехи“. Поезията му е преведена на английски, руски, френски, испански, полски, чешки, словашки, словенски, сръбски, украински, гръцки, арабски, пенджабски и др. Проза – на руски и чешки. По стиховете му са създадени песни, по някои прозаични творби – филми и пиеси.
„Душа“ – Първа награда на „Мелодия на годината“, 1980 г. Музика и аранжимент „Диана Експрес“, текст Калин Донков

### Лирика
- „Априлски хълмове“ (1970)
- „Внезапна възраст“ (1974)
- „Риза за ближния“ (1977, 1981)
- „Неизбежен човек“ (1982)
- „Животът е последен“ (1986)
- „Очевидец на съдбата“ (1986)
- „Незабрава“ (1986)
- „Пази се от сърцето“ (1986)
- „Събуди ме вчера“ (1999)
- „Елегии и тържества“ (2011)
- „Ето я нощта“ (2013)
- „Никой на прага“ (2021)

### Проза
- „Частен случай“ (1979, 1984)
- „Ранни мемоари“ (1980, 1985)
- „Тъгувайте в почивен ден“ (1982)
- „Сърца в неизбежна отбрана“ (1993)
- „Нерви и утехи“ (1999)
- „Разговори от изпуснатия влак“ (2005)
- „Други думи“ (2011)
- „Отпечатък от никого“ (2018)

## Пиеси
- „Предпоследно сбогом“ (1984)
- „Обичан до смърт“ (1986)